# زیک (فرمانده)
زیک (پارسی میانه: Zik) یکی از فرماندهان ایرانی شاهنشاه شاپور دوم ساسانی (حک. ۳۰۹–۳۷۹) بود. او از اعضای خاندان زیک، یکی از هفت خاندان بزرگ ایران، بود. دربارهٔ او اطلاعات چندانی یافت نمی‌شود؛ او در حدود سال ۳۶۷ میلادی همراه با کارن به ارمنستان که به تازگی به تصرف ایران درآمده بود، فرستاده شد.